# Ovelha Dolly

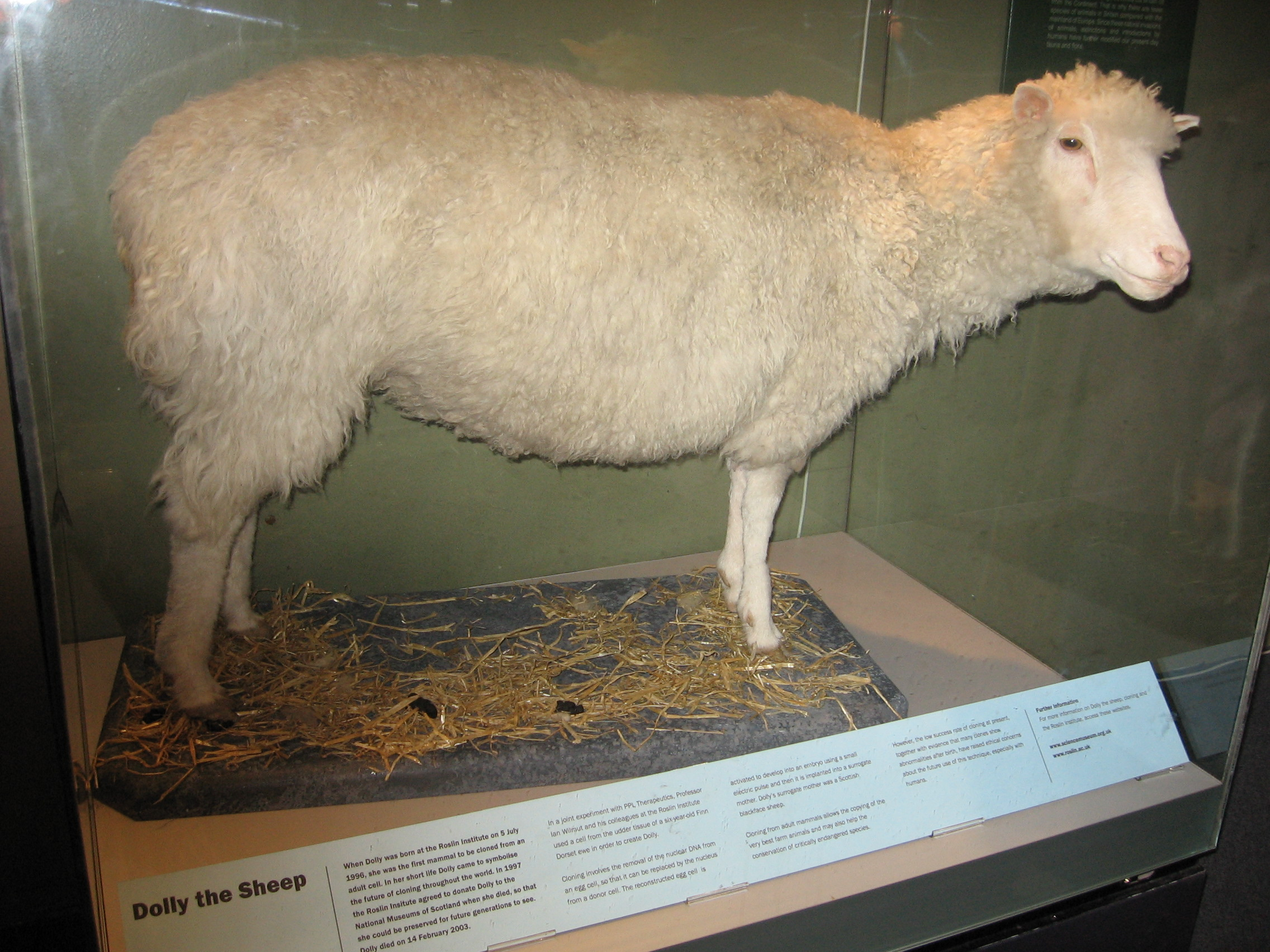
Dolly embalsamada no Museu Real da Escócia, em Edimburgo

A ovelha Dolly (Easter Bush, 5 de julho de 1996 — Easter Bush, 14 de fevereiro de 2003) foi o primeiro mamífero a ser clonado com sucesso a partir de uma célula somática adulta.
Os cientistas tornaram pública a experiência somente em 22 de fevereiro de 1997, quando Dolly já estava com sete meses de vida.
Dolly foi criada por investigadores do Instituto Roslin, na Escócia, onde viveu toda a sua vida. Os créditos pela clonagem foram dados ao biólogo Ian Wilmut, mas este admitiu, em 2006, que Keith Campbell seria na verdade o maior responsável pela clonagem.
O nome Dolly é uma referência ao nome da atriz e cantora Dolly Parton. Dolly foi clonada a partir das células da glândula mamária de uma ovelha adulta com cerca de seis anos, através de uma técnica conhecida como transferência somática de núcleo.
Apesar das suas origens, Dolly teve uma vida comum de ovelha e deu à luz a seis filhotes, sendo cuidadosamente observada em todas as fases. Em 1999 foi divulgado na revista Nature que Dolly poderia tender a desenvolver formas de envelhecimento precoce, uma vez que os seus telómeros eram mais curtos que os das ovelhas normais. Esta questão iniciou uma acesa disputa na comunidade científica sobre a influência da clonagem nos processos de envelhecimento, que está ainda hoje por resolver.
Em 2002 foi anunciado que Dolly sofria de um tipo de doença pulmonar progressiva, o que foi interpretado por alguns setores como sinal de envelhecimento. Dolly foi abatida em fevereiro de 2003, aos 6 anos, para evitar uma morte dolorosa por infecção pulmonar incurável. O seu corpo empalhado está exposto no Museu Real da Escócia, em Edimburgo, Escócia.

## Legado
Depois que a clonagem foi demonstrada com sucesso através da produção de Dolly, muitos outros grandes mamíferos foram clonados, incluindo porcos, veados, cavalos e touros. A tentativa de clonar argali (ovelha da montanha) não produziu embriões viáveis. A tentativa de clonar um touro banteng teve mais sucesso, assim como as tentativas de clonar o muflão (uma forma de ovelha selvagem), ambas resultando em descendentes viáveis. O processo de reprogramação pelo qual as células precisam passar durante a clonagem não é perfeito e os embriões produzidos por transferência nuclear frequentemente apresentam desenvolvimento anormal. Fazer mamíferos clonados foi altamente ineficiente - em 1996, Dolly foi a única ovelha que sobreviveu à idade adulta de 277 tentativas. Em 2014, foi relatado que cientistas chineses tinham taxas de sucesso de 70 a 80% na clonagem de porcos e, em 2016, uma empresa coreana, Sooam Biotech, estava produzindo 500 embriões clonados por dia. Wilmut, que liderou a equipe que criou Dolly, anunciou em 2007 que a técnica de transferência nuclear pode nunca ser suficientemente eficiente para uso em humanos.
A clonagem pode ter utilidade na preservação de espécies ameaçadas de extinção e pode se tornar uma ferramenta viável para reviver espécies extintas. Em janeiro de 2009, cientistas do Centro de Tecnologia e Pesquisa de Alimentos de Aragão, no norte da Espanha, anunciaram a clonagem do íbex dos Pirenéus, uma forma de cabra selvagem da montanha, que foi oficialmente declarada extinta em 2000. Embora o íbex recém-nascido tenha morrido logo após o nascimento devido a defeitos físicos em seus pulmões, é a primeira vez que um animal extinto foi clonado e pode abrir portas para salvar espécies em extinção ou recentemente extintas, ressuscitando-as de tecidos congelados.
Em julho de 2016, quatro clones idênticos de Dolly (Daisy, Debbie, Dianna e Denise) estavam vivos e saudáveis aos nove anos de idade.
A Scientific American concluiu em 2016 que o principal legado da ovelha Dolly não foi a clonagem de animais, mas sim os avanços na pesquisa com células-tronco. Depois de Dolly, os pesquisadores perceberam que células comuns poderiam ser reprogramadas para células-tronco pluripotentes induzidas, que podem ser cultivadas em qualquer tecido.
A primeira clonagem bem-sucedida de uma espécie de primata usando o mesmo método para produzir Dolly foi relatada em janeiro de 2018. Dois clones idênticos de um macaco, Zhong Zhong e Hua Hua, foram criados por pesquisadores na China e nasceram no final de 2017.
Em janeiro de 2019, cientistas na China relataram a criação de cinco macacos clonados idênticos com edição de genes, usando a mesma técnica de clonagem que foi usada com Zhong Zhong e Hua Hua - os primeiros macacos clonados - e a ovelha Dolly, e a mesma técnica gene-edição CRISPR-Cas9 supostamente usada por He Jiankui na criação dos primeiros bebês humanos modificados por genes, Lulu e Nana. Os clones de macacos foram feitos para estudar várias doenças médicas.